# ロワール川 (支流)
ロワール川（ロワールがわ、フランス語: Loir）は、フランス西部の川。ウール＝エ＝ロワール県イリエ＝コンブレの北に水源があり、アンジェの北のブリオレでサルト川に合流する。
ロワール川（Loire）の支流で、そのわずか北をかなりの距離にわたって平行に流れることから、アメリカ合衆国のミシシッピ州にあるヤズー型河川と同じタイプであると考えられている。
ヴィレヴェックより下流部一帯は1995年に付近のサルト川、マイエンヌ川の氾濫原と共にラムサール条約登録地となった。

## 通過する都市
- ウール＝エ＝ロワール県 - イリエ＝コンブレ、ボヌヴァル（フランス語版）、シャトーダン、クロワー＝シュル＝ル＝ロワール（フランス語版）
- ロワール＝エ＝シェール県 - モレー（フランス語版）、ヴァンドーム、モントワール＝シュル＝ル＝ロワール（フランス語版）
- サルト県 - ラ・シャルトル＝シュル＝ル＝ロワール（フランス語版）、シャトー＝デュ＝ロワール（フランス語版）、ル・リュード（フランス語版）、ラ・フレーシュ
- メーヌ＝エ＝ロワール県 - デュルタル、ユイエ＝レジニエ（フランス語版）、セシュ＝シュル＝ル＝ロワール、ヴィレヴェック

## 支流
- オザンヌ川（フランス語版）（Ozanne）
- イェール川（フランス語版）（Yerre）
- ブレー川（フランス語版）（Braye）
- エグル川（フランス語版）（Aigre）
- コニー川（フランス語版）（Conie）